# Уэймут
Уэймут (англ. Weymouth) — город в графстве Дорсет в Юго-Западной Англии, административный центр района (боро) Уэймут-энд-Портленд.
Город находится в 13 километрах к югу от Дорчестера. Численность жителей составляет около 52 000 человек. В 2009 году британские археологи близ Уэймута обнаружили в братской могиле обезглавленные скелеты викингов. Учёные полагают, что это результат резни, которую местные жители устроили заморским вторженцам.
В 2012 году в городе прошла парусная регата летних Олимпийских игр.

## История
Уэймут возник как поселение на ограниченном участке к юго-западу от гавани Уэймут, отдаленной части Вике-Региса. Город развивался с середины 12 века, но не был известен до 13 века. К 1252 году он был основан как морской порт и стал портовым городком. Мелкомб-Регис развивался отдельно на полуострове к северу от гавани, он был упомянут как лицензированный порт для шерсти в 1310 году.
Мелкомб Регис считается первым портом, в котором Черная смерть прибыла в Англию в июне 1348 года, возможно, на борту корабля специй или военного корабля. В начале своей истории Уэймут и Мелкомб-Регис были соперниками в сфере торговли и промышленности, но города были объединены парламентским актом 1571 года и образовали двойной район. Оба города стали известны как Уэймут, несмотря на то, что Мелкомб-Реджис является главным центром.
Король Генрих VIII построил два форта для защиты южного побережья Дорсета от вторжений в 1530-х годах. Замок Сэндсфут в Вайк-Регисе и замок Портленд в Каслтауне. Впоследствии часть Сэндсфута обрушилась в море из-за береговой эрозии.
В 1635 году на борту благотворительного корабля около 100 эмигрантов из британского Уэймута пересекли Атлантический океан и основали американский Уэймут в штате Массачусетс. Большое количество горожан эмигрировало позже в Америку, чтобы увеличить население американского Уэймута, Новой Шотландии и Салема.
Во время Первой мировой войны примерно 120 000 раненых солдат Британской империи находились на лечении в Уэймуте после разных военных действий. Уэймут и Портленд бомбили немецкие самолёты во время Второй мировой войны, так-как в гавани Портленда была большая военно-морская база, а в Уэймуте находился форт Нот. Уэймут потерял 76 мирных жителей в результате бомбардировок противника. 517 816 солдат пребывали в городе во время подготовки к участию в битве за Нормандию. История области отражена в музее на набережной Брюэрс.

## Климат
| Климат Уэймута                                                                             | Климат Уэймута | Климат Уэймута | Климат Уэймута | Климат Уэймута | Климат Уэймута | Климат Уэймута | Климат Уэймута | Климат Уэймута | Климат Уэймута | Климат Уэймута | Климат Уэймута | Климат Уэймута | Климат Уэймута | Климат Уэймута |
| Месяц                                                                                      | Янв            | Фев            | Мар            | Апр            | Май            | Июн            | Июл            | Авг            | Сен            | Окт            | Ноя            | Дек            | За год         |                |
| ------------------------------------------------------------------------------------------ | -------------- | -------------- | -------------- | -------------- | -------------- | -------------- | -------------- | -------------- | -------------- | -------------- | -------------- | -------------- | -------------- | -------------- |
| Средняя максимальная температура; °C (°F)                                                  | 8,6 (47,5)     | 8,4 (47,1)     | 10,2 (50,4)    | 12,3 (54,1)    | 15,3 (59,5)    | 17,7 (63,9)    | 19,7 (67,5)    | 20,1 (68,2)    | 18,4 (65,1)    | 15,2 (59,4)    | 11,8 (53,2)    | 9,2 (48,6)     | 13,9 (57,0)    |                |
| Среднее значение температуры; °C (°F)                                                      | 6,4 (43,5)     | 6,1 (43,0)     | 7,6 (45,7)     | 9,3 (48,7)     | 12,2 (54,0)    | 14,7 (58,5)    | 16,8 (62,2)    | 17,1 (62,8)    | 15,5 (59,9)    | 12,7 (54,9)    | 9,5 (49,1)     | 6,9 (44,4)     | 11,2 (52,2)    |                |
| Средняя минимальная температура; °C (°F)                                                   | 4,1 (39,4)     | 3,7 (39,7)     | 4,9 (40,8)     | 6,2 (43,2)     | 9,1 (48,4)     | 11,7 (53,1)    | 13,9 (57,0)    | 14,1 (57,4)    | 12,5 (54,5)    | 10,2 (50,4)    | 7,2 (45,0)     | 4,6 (40,3)     | 8,5 (47,3)     |                |
| Среднее количество солнечных часов; в месяц (в день)                                       | 66,8 (2,2)     | 91,1 (3,2)     | 133,6 (4,3)    | 200,3 (6,7)    | 228,5 (7,4)    | 229,1 (7,6)    | 243,6 (7,9)    | 227,7 (7,3)    | 175,5 (5,9)    | 126,3 (4,1)    | 84,3 (2,8)     | 62,9 (2,0)     | 1869,8 (5,1)   |                |
| Средняя температура поверхности моря; °C (°F)                                              | 7,8 (46,0)     | 7,0 (44,6)     | 7,5 (45,5)     | 8,8 (47,8)     | 11,0 (51,8)    | 13,3 (55,9)    | 15,8 (60,4)    | 17,2 (63,0)    | 16,7 (62,1)    | 14,7 (58,5)    | 12,3 (54,1)    | 9,8 (49,6)     | 11,8 (53,2)    |                |
| Среднее количество осадков; мм                                                             | 78,5           | 58,3           | 58,0           | 49,4           | 44,7           | 40,2           | 35,9           | 50,0           | 55,8           | 85,3           | 88,7           | 85,5           | 730,3          |                |
| Число дней с осадками ≥ 1 мм                                                               | 13,0           | 9,9            | 9,4            | 8,3            | 8,4            | 7,0            | 6,6            | 7,5            | 7,9            | 11,5           | 12,4           | 12,4           | 113,9          |                |
| Средние значения за 1981—2010 годы с метеостанции Wyke Regis. Источник: Met Office и Cefas |                |                |                |                |                |                |                |                |                |                |                |                |                |                |